# Piqua, Ohio
Piqua là một thành phố thuộc quận Miami, tiểu bang Ohio, Hoa Kỳ. Năm 2010, dân số của thành phố này là 20522 người.

## Dân số
- Dân số năm 2000: 20738 người.
- Dân số năm 2010: 20522 người.